# Csűrdöngölő – Hargita Megyei Gyermek- és Ifjúsági Néptánctalálkozó
A Csűrdöngölő – Hargita Megyei Gyermek- és Ifjúsági Néptánctalálkozó egy 2001-től félévente az András Alapítvány által szervezett gyermek és ifjúsági néptánctalálkozó a környéken tevékenykedő gyermek- és ifjúsági néptánccsoportok számára. A rendezvény házigazdája a Hargita Nemzeti Székely Népi Együttes.
A szervezők a találkozókat kézműves foglalkozásokkal, tanulmányi versenyekkel, táncházakkal, népművészeti kiállításokkal, népszokások megelevenítésével, népi játékokkal színesítik. A találkozó lehetőséget biztosít a megye fiataljainak a találkozásra, ismerkedésre, a vetélkedésre, egymás táncainak megismerésére és a közös mulatságra.
2019-ben a 32. Néptánctalálkozót tartották.

## Részt vevő gyermeknéptáncegyüttesek
- Zelegor Néptáncegyüttes Csíkmenaságról
- Kis Gerlice Gyerekcsoport Csíkszentkirályról
- Rozmaring Csíkszentimréről
- Fehér Liliom Gyerekcsoportok Csíkszentimréről
- Kikerics Gyereknéptánccsoport Csíkszentsimonból
- Labdarózsa Néptáncegyüttes Csíkszentmártonból
- Bojzás Együttes Csíkkozmásról
- Gyöngyvirág Néptáncegyüttes Tusnádról
- Kankalin Néptánccsoport Kászonújfaluból
- Zergeboglár Néptáncegyüttes Kászonaltízből
- Borsika gyermek néptáncegyüttes Csíkszeredából
- Kosz Szilveszter Hagyományőrző Gyereknéptáncegyüttes Csíkszeredából
- Gyergyóremetei Gyereknéptáncegyüttes
- Forrás Néptáncegyüttes Marosfőről
- Ördögborda Néptáncegyüttes Balánbányáról
- Prücskök Néptáncegyüttes Csíkszentdomokosról
- Bóbiska Kászonból
- Csíkmadarasi Néptáncegyüttes
- Csíkkarcfalvi Néptáncegyüttes
- Csíkrákosi Néptáncegyüttes
- Csíkmindszenti Gyerekcsoport
- Zergeboglár Néptáncegyüttes Kápolnásfaluból
- Picinige Gyermekzenekar Marosvásárhelyről
- Csikcsicsói Vadvirágok Néptánccsoport